# Heteroconger
Heteroconger es un género de peces marinos de la familia Congridae, del orden Anguilliformes. Fue descrito en 1868 por Pieter Bleeker.

## Especies
Especies reconocidas del género:
- Heteroconger balteatus Castle & J. E. Randall, 1999
- Heteroconger camelopardalis (Lubbock, 1980)
- Heteroconger canabus (G. I. McT. Cowan & Rosenblatt, 1974)
- Heteroconger chapmani (Herre, 1923)
- Heteroconger cobra J. E. Böhlke & J. E. Randall, 1981
- Heteroconger congroides (D'Ancona, 1928)
- Heteroconger digueti (Pellegrin, 1923)
- Heteroconger enigmaticus Castle & J. E. Randall], 1999
- Heteroconger hassi (Klausewitz & Eibl-Eibesfeldt, 1959)
- Heteroconger klausewitzi (Eibl-Eibesfeldt & Köster, 1983)
- Heteroconger lentiginosus J. E. Böhlke & J. E. Randall, 1981
- Heteroconger longissimus Günther, 1870
- Heteroconger luteolus D. G. Smith, 1989
- Heteroconger mercyae G. R. Allen & Erdmann, 2009
- Heteroconger obscurus  (Klausewitz & Eibl-Eibesfeldt, 1959)
- Heteroconger pellegrini Castle, 1999
- Heteroconger perissodon J. E. Böhlke & J. E. Randall, 1981
- Heteroconger polyzona Bleeker, 1868
- Heteroconger taylori Castle & J. E. Randall, 1995
- Heteroconger tomberua Castle & J. E. Randall, 1999
- Heteroconger tricia Castle & J. E. Randall, 1999